# Foulée

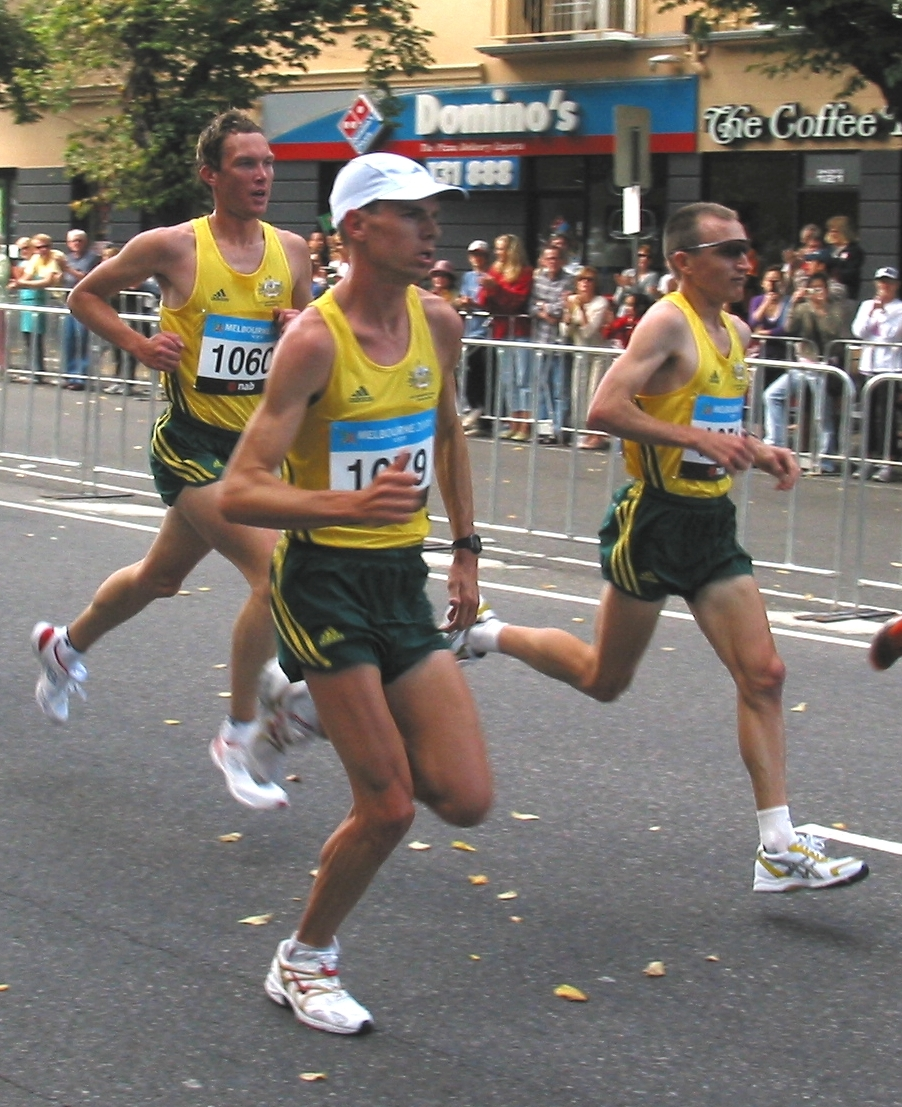
Des humains utilisant la foulée de course. Les coureurs à l'arrière et du côté droit se trouvent dans la phase de suspension, car aucun pied ne touche le sol.

La foulée désigne l'enjambée lors de la course à pied.

## Phases

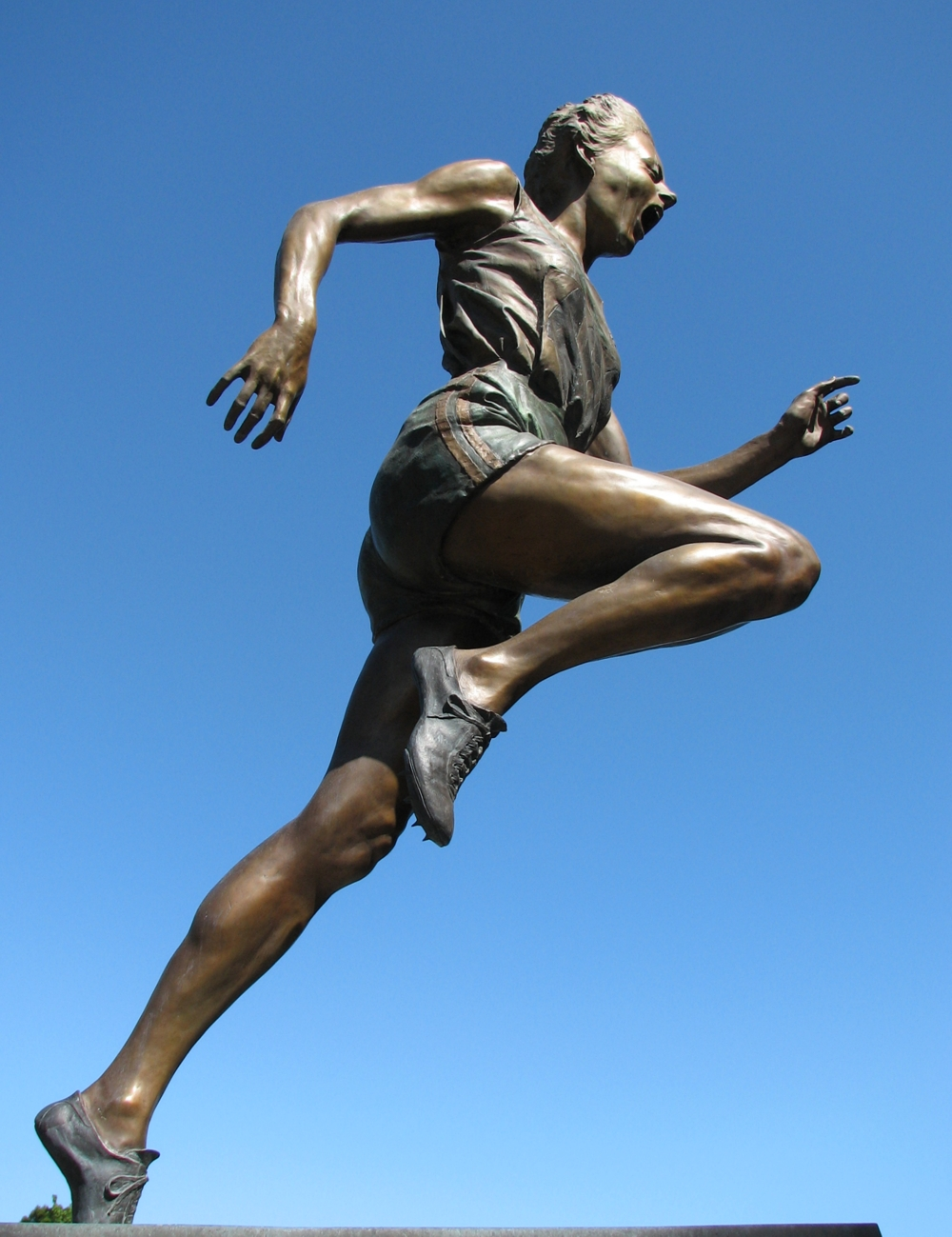
Statue de Betty Cuthbert durant la phase de poussée

La première phase est un appui au sol de l'un des pieds 
1. Elle débute par la réception, généralement sur le talon, en avant du centre de gravité du coureur ; la réception amortit le choc entre le pied et le sol, l'amorti est en partie produit par la flexion du genou à laquelle s'oppose le quadriceps en contraction excentrique.
2. S'ensuit le soutien pendant lequel le pied est situé aux alentours de la verticale du centre de gravité du coureur ; le quadriceps continue de s'opposer à la flexion du genou, les abdominaux, le muscle tenseur du fascia lata et l'abducteur de la jambe d'appui s'opposent à l'abaissement du bassin.
3. L'appui se termine par une poussée, en arrière du centre de gravité du coureur ; elle est principalement due à la contraction concentrique du quadriceps. En sprint une partie de la puissance provient de la contraction des muscles du mollet (soléaire et gastrocnémien) qui se traduit par extension du pied.

La seconde phase est la suspension au cours de laquelle aucun des pieds ne touche le sol. L'essentiel du mouvement de la jambe inférieure est passive et induite par celui de la jambe supérieure. À la fin de l'extension, la jambe avant atteint son extension maximale. C'est cette phase qui différencie la course de la marche, où le contact avec le sol doit être permanent.

## Type d'appui

Types d'appui

L'appui débute généralement sur la partie extérieure du talon pour se terminer sur la partie intérieure de la pointe du pied, essentiellement le gros orteil. Les coureurs sont classés en trois catégories selon le déplacement du centre de l'appui entre ces deux extrêmes :
- Chez les coureurs universels (environ 40-45 %), cet appui se déplace sensiblement en ligne droite depuis l'extérieur du talon jusqu'au gros orteil ;
- Chez les pronateurs (environ 40-45 %), l'appui bascule rapidement de l'extérieur du talon vers l'intérieur, pour suivre l'intérieur du pied jusqu'au gros orteil. Cette foulée se caractérise généralement par des jambes en X ; elle est typique des personnes ayant le pied plat ou une voûte plantaire peu marquée.
- Chez les supinateurs (environ 10 %), l'appui suit l'extérieur du pied à partir du talon pour basculer tardivement vers le gros orteils. La supination se caractérise par des jambes arquées ; elle est typique des personnes avec une voûte plantaire très marquée.

Il existe des chaussures adaptées aux différents types d'appui.

## Position de l'appui
Le cycle avant se caractérise par un appui essentiellement situé en avant du centre de gravité du coureur, à la réception le pied a un mouvement de l'avant vers l'arrière, dans le sens de la course.
Dans le cycle arrière l'appui se situe en grande partie en arrière du centre de gravité du coureur. À la réception, le pied a un mouvement de l'arrière vers l'avant, dans le sens contraire de la course. Le cycle arrière est ainsi une foulée moins efficace dans la mesure où la réception implique un choc et une déperdition d'énergie plus importants.